# АНТ-20 „Максим Горки“
АНТ-20 „Максим Горки“ е съветски агитационен пътнически 8-моторен самолет, най-големият за времето си със сухопътно шаси.
Построен е в авиационния завод във Воронеж.

## Разработка
През октомври 1932 г., в деня на 40-годишния юбилей на творческата дейност на Максим Горки, на група писатели и журналисти, начело с Михаил. Колцов, хрумва идеята за изграждане на агитационен самолет, в чест на именития писател и носещ името му. Създаден е национален комитет за изграждане на самолета. В цялата страна започва събиране на средства за изграждането на апарата, като в кратък срок са събрани около 6 милиона рубли. Комитетът назначава свой технически съвет с председател началника на ЦAГИ – Николай Харламов, на когото е възложено да разработи визията на бъдещия самолет, както и технически изисквания, според основните цели на самолета.
В работата на техническия съвет вземат участие институтите: ЦАГИ, ЦИАМ, полиграфическата индустрия, научноизследователския институт на ВВС, Фотокиноинститута и редица отделни инженери и конструктори: Владимир Петляков, Александър Архангелский, Борис Кондорский (общия вид), Виктор Беляев (изчисления на здравина), Борис Сауке (водещ инженер), Д. Погоский, А. Енгибарян (оборудване), Николай Некрасов и други. Ръководител е Андрей Туполев.
За надзор при изграждането и поръчките на различно оборудване, към комитета е създадена строителна комисия с председател А. Горянов. На 10 март 1933 г. строителната комисия сключва с Централен аерохидродинамически институт договор за изграждането на самолета „Максим Горки“. Към 1931 г. конструкторът Андрей Туполев, вече успешно предал за масово производство бомбардировача ТБ-3, работи по по-нататъшното развитие на свръхтежки гиганти – летящи крепости. Бил е създаден идеен проект на пътнически вариант на бомбардировача ТБ-4, наречен АНТ-20.
През април 1933 г. е разгледан идеен проект на самолета, който предвиждал възможността за използването му като агитационен, пътнически, транспортен и бомбардировач. Можел е да се използва също и като мобилен щаб за висшите военни и политически структури на властта.

## Конструкция
АНТ-20 се е различавал от TБ-4 (АНТ-16) само по размерите и е трябвало да носи 1500 kg повече полезен товар. Можел е да се ползва на относително малки летища. Дължината на разбега при излитане е трябвало да бъде не повече от 300 – 400 m (вместо 800 m на TБ-4). За тази цел е било проектирано ново крило, по-дълго и с по-голяма площ от това на TБ-4. Почти цялата му повърхност е била гофрирана.
Силовата установка се е състояла от осем двигателя М-34ФРН с по 900 к.с. всеки (обща мощност 7200 к.с.). Шест от двигателите са били разположени в крилете, два в тандем – инсталирани на над фюзелажа.
Винтовете са били дървени, с диаметър 4 m. Първоначално е било предвидено монтирането на шест двигателя, но тяхната сила се оказва недостатъчна.
Площта на вътрешните помещения е била 100 m2 и в тях е можело да се поберат до 70 пътници. В крилата са били разположени двуетажни легла за почивка. Самолетът е имал стълба, която след сгъването си ставала част от пода.
За първи път при тежък самолет е приложена електродистанционна система за управление. Полетно-навигационното оборудване на самолета осигурявало неговата експлоатация както през деня, така и през нощта, включително и нощно кацане на неподготвен терен. Имал е автопилот. На борда е имало разнообразни средства за агитация, включително високоговорителна радио инсталация „Глас от небето“, радиопредаватели, прожекционен апарат, фотолаборатория, печатница, библиотека и др. Самолетът е бил оборудван с пневматична поща.
За първи път в СССР, а може би и в световната практика при АНТ-20 се прилага електрозахранваща система с променлив ток 120 V, 50 Hz. Бордовата електростанция се е състояла от два бензинови двигателя (всеки с номинална честота на въртене 3000 об./мин) и четири генератора – два за постоянно напрежение 27 V с мощност съответно 3 kW и 5,8 kW и два за променлив ток с мощност 3 и 5,5 kW.
При нужда самолетът е може да бъде разглобен и транспортиран с влак.

## Полети
На 4 юли 1933 г. започва строителството, а на 3 април 1934 г. готовият самолет е изведен на летището. На 24 април той е приет от специална комисия. На 17 юни пилотът-изпитател Михаил Громов изпълнява с АНТ-20 първи полет с продължителност 35 минути.
Вторият полет е след два дни над Червения площад по време на посрещането на екипажа на „Челюскин“. Самолетът е бил ескортиран от два изтребителя И-5.
През същата 1934 г. Михаил Громов и Николай Журов поставят с АНТ-20 два световни рекорда, издигайки на товари с тегло 10 и 15 тона на височина 5000 m. По време на посещението си в СССР, Антоан дьо Сент-Екзюпери пътува с този самолет.

## Катастрофата
Самолетът просъществува малко повече от година. На 18 май 1935 г. на централното летище в Москва се провежда демонстрационен полет, след което е било планирано предаването на АНТ-20 на агитационната ескадрила „Максим Горки“. Пилотът на ЦАГИ – Журов трябвало да предаде самолета на пилота от агитескадрилата Иван Михеев. Имало е разрешение членове на семействата на строителите на апарата да се качат на борда за кратка разходка. За ескорт на АНТ-20 определят два самолета – двуместен Р-5, управляван от пилота Рибушкин и изтребител И-5 под управлението на изпитателя Николай Благин. Операторът Щекутьов снимал полета с кинокамера от двуместния Р-5. Благин изпълнявал друга задача на кинодокументалистите – по време на снимките, той е трябвало да лети до АНТ-20, за да могат зрителите да видят разликата в размерите на самолетите.
Излитайки, АНТ-20 прави широк кръг над летището. Но полетът взима заплашителен обрат: Благин започва да изпълнява фигури от висшия пилотаж с изтребителя в близост до огромния самолет. Той пикира зад опашката на „Максим Горки“, минава под фюзелажа му и оказал се пред гиганта, рязко дърпа щурвала към себе си себе си, възнамерявайки да опише около гиганта мъртва примка. В най-горната точка самолетът зависва и, губейки скорост, се срива върху бавно движещият се под него АНТ-20.
Изтребителят на Благин се разбива в средния двигател, избивайки го с удара. Моторът пада и машината на Благин за заклещва в образувалия се отвор в крилото. Въздушният гигант издържа този страшен таран. Може би Михеев и Журов биха успели да приземят самолета, ако на И-5 не се откъсва опашната част, нанасяйки втори, вече фатален удар на „Максим Горки“, врязвайки се в системите за управление. Той бавно се обръща на крило, преобръща се и започва да се разпада в небето. След секунди следва ужасна експлозия и самолетът се пада върху вилното селище Сокол. Загиват 49 души, включително Благин, 11 членове на екипажа на „Максим Горки“ и 37 пътници – служители на ЦАГИ и техни роднини, в това число 6 деца.
Кинолентата от катастрофата изчезва (може би се намира в засекретените материалите по делото).

## Мемориалът
Погребението на всички жертви на самолетната катастрофа се състои на Новодевическото гробище. На церемонията присъстват държавници, сред които и председателят на Градския съвет на Москва Николай Булганин и Първият секретар на Комсомола Николай Хрушчов. Телата на мъртвите са кремирани, а урните с праха са погребани в 3-та секция на колумбария в старата територия на гробището. Паметникът е украсен с огромен барелеф на разбилия се самолет, изработен от гранит.

## Причини за трагедията
Официалната съветска преса прехвърля цялата вина върху Благин – нарушавайки дисциплината и самоволно е извършил фигура от висшия пилотаж, довела до катастрофата. По друга, доста фантастична и неофициална версия, Благин нарочно е извършил таран на самолета-гигант. На 12 септември 1935 г. в полския вестник „Меч“ е публикувано писмо с антикомунистически призиви, подписано от Благин. По-късно е перепечатано от вестника на руските емигранти в Париж – „Възраждане“. Впоследствие, това писмо е признато за фалшиво.
Благин е погребан заедно с жертвите на трагедията. На неговата вдовицата и дъщеря му е оказана помощ – получили са нов апартамент, а дъщерята е приета в ново училище. Вдовицата, дъщерите, както и единия от родителите на Благин, веднага са уредени с вдовишки пенсии, а семейството е обгрижено от местните партийни ръководители. Явно версията за зла умисъл е издържала.
Тези факти пораждат и трета, най-близка до истината версия – че Благин е получил заповед да извърши на очевидно недопустими фигури от висшия пилотаж, но поради ниската си скорост, той е паднал в „свредел“. Малко преди това Сталин показа в чужбина кинохроника с изпълнение на въздушни трикове, популярни през онези години, и може би така възниква идеята да се направи нещо подобно с участието на самолета „Максим Горки“.
Следствието, проведено от служители на НКВД, установява, че в продължение на час-час и половина преди полета, пилотите, участващи в демонстрацията с „Максим Горки“, се срещат с работници от кинофабриката за военно-учебни филми В. Ряжский и А. Пуллин. С одобрението на висшето ръководство на ВВС те са настоявали за промяна на сценария на полета, и пилотите без знанието на ръководителя на полети и на преките началници, са били принудени да се съгласят.

## Варианти

### АНТ-20 бис (ПС-124)
След катастрофата на АНТ-20 се взима решение да бъде построени втори, подобрен апарат. Премахната е тандемната инсталация и осемте М-34ФРН са заменени с шест М-34ФРНВ с мощност 1000 – 1200 к.с. Работите по новия самолет приключват през 1938 г., Сред неговите летци-изпитатели е бил и Михаил Громов.
През периода 1940 – 1941 г. този самолет, означен като ПС-124 (Л-760) е бил използван като пътнически по линията Москва – Харков – Ростов на Дон – Минералние води. След началото на войната е използван за превоз на товари в тила.
На 14 декември 1942 г. се разбива при кацане на 60 km от Ташкент, с нальот от 272 часа.
Било е планирано да се построят още 18 апарата АНТ-20 бис, но нито този модел, нито АНТ-20 не стигат до серийно производство.

### МГ (военен самолет)
Освен гражданските модификации, е разработен и военен вариант – МГ. През ноември 1933 г. между конструкторското бюро и НИИ на ВВС се е провелло обсъждане за възможностите за използване на „МГ“ като десантен самолет и бомбардировач. В резултат на преговорите е решено да се разработи вариант на самолета с картечно-оръдейна защита и бомбардировочно въоръжение. На самолета е трябвало да бъде монтирана оръдейна кула с оръдие „Ерликон“, подвижна такава със същото оръдие; картечни кули Тур-5, Тур-6 (опашна) и установка за кинжален огън с картечници „ДА“, предкрилни и задкрилни кули с картечници „ШКАС“. Военният вариант не достига ниво експериментален вариант.
Въоръжение
- Картечно-оръдейно:
  - 2 х 20 mm оръдия Oerlikon
  - 4 × 7,62 mm картечници ШКАС
  - 6 × 7,62 mm картечници ДА
- Бомбови товар: 2000 kg

### Други
Съществували са и проекти за още по-големи машини АНТ-26 и АНТ-28, но работата по тях е прекратена през 1936 г.

## В компютърните игри
- Има любителски модел на АНТ-20 за симулатора Flight Simulator X.